# Nélida Sánchez
Nélida del Rosario Sánchez Oropeza es una abogada y contadora pública venezolana. Desde 2015 ha sido coordinadora nacional de Contraloría Ciudadana Electoral y coordinadora del Comité Nacional de Formación en la asociación civil Súmate. Fue detenida el 26 de agosto de 2024, pocas semanas después de las elecciones presidenciales de Venezuela, y recluida en El Helicoide.

## Carrera
Nélida ha estudiado sobre temas electorales y de democracia y fue funcionaria del Consejo Nacional Electoral por 27 años. Desde 2015 ha sido coordinadora nacional de Contraloría Ciudadana Electoral y coordinadora del Comité Nacional de Formación en la asociación civil Súmate.

## Detención
El 26 de agosto de 2024, pocas semanas después de las elecciones presidenciales de Venezuela, Nélida fue detenida junto a su madre, por agentes del Servicio Bolivariano de Inteligencia (SEBIN). Fue interceptada a su ingreso al Hospital Victorino Santaella, y trasladada a la sede regional del SEBIN en Los Teques, estado Miranda; posteriormente sería recluida en El Helicoide. Para entonces, ni sus familiares ni abogados habían sido informados sobre el traslado ni se les había permitido contactarla, buscándola en centros de detención en Caracas sin éxito. Para la fecha de su detención la ONG Foro Penal había documentado 1780 presos políticos en el país.El paradero de Sánchez se desconoció hasta el 29 de agosto.Súmate condenó la detención de Sánchez y defendió su inocencia;La Red Electoral Ciudadana, otras organizaciones y personalidades han exigido su liberación. Nélida fue imputada de los cargos de terrorismo, incitación al odio, conspiración, traición a la patria y asociación para delinquir.
En septiembre, la Comisión Interamericana de Derechos Humanos (CIDH) emitió medidas cautelares en su favor, concluyendo que se encontraba «en una situación de gravedad y urgencia de riesgo de daño irreparable a sus derechos en Venezuela», incluyendo de «los derechos a la vida e integridad personal», y declarando que su detención tenía como objetivo «intimidar a la propuesta beneficiaria, obstaculizando el ejercicio de sus labores de defensa de derechos humanos». La CIDH le exigió a las autoridades adoptar «las medidas necesarias para proteger los derechos a la vida e integridad personal», informar sobre los cargos sobre las que se le acusaba y si ha recibido atención médica, junto con evidencia que la respalde.
El 9 de noviembre, Súmate denunció que un tribunal antiterrorismo ordenó su juicio con base en un acta policial forjada.

## Vida personal
Nélida es madre de dos hijas gemelas, única hija de su padre fallecido, y hermana mayor de dos únicas hijas de su madre. Además, padece de fibromialgia, de asma, de insuficiencia venosa periférica en ambos miembros inferiores, y de una afección cardíaca, generando preocupaciones sobre sus condiciones de reclusión.